# Gynochthodes oresbia
Gynochthodes oresbia är en måreväxtart som beskrevs av David A. Halford och A.J.Ford. Gynochthodes oresbia ingår i släktet Gynochthodes och familjen måreväxter. Inga underarter finns listade i Catalogue of Life.